# Draco Malfoy
Draco Malfoy (født 5. juni 1980) er en fiktiv person fra J.K. Rowlings bogserie om Harry Potter. Han er Harrys ærkefjende på Hogwarts, samt tidligere eliksirmester Severus Snapes yndlingselev.

## Karakterisering
Han tilhører, som hele sin familie, kollegiet Slytherin og går på Harry Potters årgang på Hogwarts. Hans venner på skolen er alle fra Slytherin, og de fleste har, som Draco selv, Dødsgardister som fædre. Draco er overlegen, selvsikker og forkælet og har for vane at true, bestikke eller tyrannisere alle omkring sig; et træk, han måske har fra sin far, en mand med mange gode forbindelser i Ministeriet og som i lang tid var blandt Lord Voldemorts foretrukne og betroede Dødsgardister. Draco får på et tidspunkt overtalt sin far til at købe dyre, nye racerkoste til hele Slytherins quidditchhold på betingelse af, at Draco bliver søger på holdet. Malfoys mor, Narcissa, forguder sin søn; på Hogwarts sender hun ham jævnligt store pakker med slik hjemmefra, og hun nægter at lade ham rejse til en anden troldmandsskole, Durmstrang, fordi det er for langt væk. Da Voldemort pålægger Draco at myrde Albus Dumbledore, trodser hun alle ordrer og løber efter hjælp hos Dracos yndlingslærer og Lucius’ nære ven, Severus Snape.

### Familie
Draco Malfoy er Narcissa Malfoy og Lucius Malfoys søn og eneste barn og opvokset på Malfoy Manor, familien Malfoys store gods, som indtil Ministeriets ransagninger bugnede af mørke og ulovlige genstande. Narcissa Malfoy er i øvrigt søster til Bellatrix Lestrange og kusine til Sirius Black.
Familien Malfoy ejer indtil slutningen af Harry Potter og Hemmelighedernes Kammer (2. bog)) husalfen Dobby, som de behandler som det værste skidt og tvinger til at afstraffe sig selv, til tider helt uden grund. Inden andet skoleårs begyndelse løsriver Dobby sig dog fra de stærke magiske bånd for en kort periode og besøger Harry for at advare ham om, hvad han vil møde på Hogwarts. Det lykkes Harry at befri Dobby mod afslutningen af bogen. Dette medvirker til, at familien Malfoys had til Harry vokser.
I Harry Potter og dødsregalierne oplyses det, at Draco gifter sig med Astoria Greengrass (hun skifter ved brylluppet navn til Astoria Malfoy). Sammen får de en søn, Scorpius Hyperion Malfoy i 2005. Astoria har en storesøster, Daphne Greengrass. Astoria har ligesom sin søster og Draco gået på Slytherinkollegiet.
Scorpius starter på Hogwarts i 2016 sammen med Harry Potter og Ron Weasleys børn. Han er 11 år gammel og må altså være fra 2005.

## Optrædener

### Harry Potter og De Vises Sten
Draco optræder første gang i serien i den første bog, Harry Potter og De Vises Sten under Harrys besøg hos Madam Malkin, en skrædder i Diagonalstræde, der sælger "Kapper til enhver lejlighed", hos hvem Harry køber sine første troldmandskapper. Dracos blege, markerede ansigt er det første ved ham, Harry bemærker, og de to drenge starter en samtale, som Draco benytter til at blære sig om sine flyveevner, sin fuldblodsfamilie og ikke mindst det faktum, at hele hans familie har gået på Slytherin, og at han derfor føler sig selvskreven til samme kollegium. Harry bryder sig ikke videre om denne blege, ukendte dreng, der i uhyggelig grad minder ham om Dudley Dursley.

De mødes for anden gang på Hogwartsekspressen på vej mod deres første år på skolen, og her får Harry sat navn på den dreng, der snart skal blive hans ærkefjende. Draco dukker op i Harrys kupé, flankeret af Vincent Crabbe og Gregory Goyle, de to tomhjernede muskelbundter, som han har udvalgt sig som sine bodyguards og lakajer. Han tilbyder Harry hjælp til at skelne mellem det, Draco selv kalder de rigtige og forkerte troldmandsslægter, et tilbud Harry afslår uden tøven. Dette bliver begyndelsen på Draco Malfoy og Harrys berømte fjendskab.
Ved Kollegiefordelingen når Draco dårligt at få Fordelingshatten ned over hovedet, før den, til hans store tilfredshed, placerer ham på Slytherin. I løbet af de næste år på Hogwarts benytter Draco sig af alle tænkelige midler til at ydmyge, nedgøre og overvinde Harry og hans venner. Han er rasende over, at Harry gentagne gange slår ham i quidditch og den forskelsbehandling, han føler, at Harry får fra lærerne og Ministeriets side.
Draco er meget dygtig i skolen og får høje karakterer i navnlig eliksir, hvor han undervises sammen med sine klassekammerater af Severus Snape, der favoriserer Draco og hans venner groft.

### Harry Potter og Halvblodsprinsen
I Harry Potter og Halvblodsprinsen (sjette bog) ændres Dracos rolle som ubetydelig skolefjende: Lord Voldemort, der er rasende over, at Lucius Malfoy med sin brøler i Mysteriedepartementet har fået sig selv og mange andre Dødsgardister buret inde i Azkaban, beordrer Draco til at dræbe Hogwarts’ rektor, professor Dumbledore, en tilsyneladende umulig mission. Rædselsslagen for, hvad der vil ske med Draco, opsøger Narcissa Severus Snape og tigger ham inderligt om at redde Dracos liv og hjælpe ham med mordet på Dumbledore. Snape, som altid har favoriseret Draco og hans venner, indvilliger i at aflægge Den Ubrydelige Ed om at beskytte og hjælpe drengen. Om Draco er blevet med mærket med Mørkets Tegn og dermed blevet en fuldblods Dødsgardist, får ikke med sikkerhed at vide. Han vil dog ikke lade Madam Malkin tage mål til hans ærme, da han og Harry igen mødes i hendes butik, hvilket kunne tyde på, at han har fået Tegnet brændt på sin venstre underarm.
Da Hogwartsekspressen fører dem mod Hogwarts for sjette gang, overhører Harry Draco prale om den opgave, Voldemort har givet ham. Men som skoleåret skrider frem lader det til, at Draco vil fejle: Han bliver tyndere og endnu blegere end sædvanligt, og han får mørke rande under de kolde, grå øjne. Han, som normalt plejer at føre sig frem som om han ejede Hogwarts og hver eneste af dens elever, holder nu lav profil og bliver endda væk fra en quidditchkamp, hvor der ellers kunne have været mulighed for at triumfere over Gryffindor og dermed Harry. Dette betyder, at Harry er fri for slytherinernes sædvanlige hån og spottende tilråb, men han begynder at undre sig over, hvad Draco har gang i, og bruger mange timer på at udspionere sin forsvorne ærkefjende på Hogwarts.
Draco er i denne bog så bange og fortvivlet, at han endda søger trøst hos Hulkende Hulda, pigespøgelset, der hjemsøger pigetoilettet og har en tendens til at flæbe lidt ud over det sædvanlige. Han gør nogle desperate forsøg på at komme Dumbledore til livs gennem ejeren af værtshuset De Tre Koste, Madam Rosmerta, som han har kastet Imperiusbesværgelsen over. Men mordforsøgene slår fejl og rammer i stedet elever på Hogwarts, der dog kommer sig fuldstændig.
Dracos hemmelighed bliver ikke afsløret før i et af de sidste kapitler af bogen, hvor han får trængt Dumbledore op med ryggen mod muren i det højeste af Hogwarts’ tårne, Astronomitårnet, svag og forsvarsløs, uden sin tryllestav som Draco har besværget ud ad hånden på ham, med Expelliarmus. Harry er låst fast i sin egen krop af en af Dumbledores besværgelser, og dækket af Usynlighedskappen er han tvunget til at se på, mens Draco kæmper med sig selv og sine ønsker: Han har Dumbledore, hvor han vil have ham, idet denne kan ikke forsvare sig, mens Draco står med hævet tryllestav og bare skal kaste den skæbnesvangre besværgelse, der vil gøre det af med Dumbledore. Han er klar til at gøre det, han har arbejdet frem imod hele året – det han ved, han må gøre, hvis han vil redde sig selv og sin familie fra Lord Voldemorts vrede. Men han gør det ikke.
Mens Draco står med hævet tryllestav og bliver mere og mere ubeslutsom, viser Dumbledore endnu en gang mere tilgivelse og forståelse, end man i Dracos sted kunne håbe på. Dumbledore tilbyder at skjule Draco, hans mor og hans far fra Lord Voldemort, hvis Draco kommer over på den gode side.

”…you’re not a killer…” (”Du er ikke en morder”) Albus Dumbledore til Draco, side 553, bog 6.

Netop som Draco ser ud til at ville sænke tryllestaven, ankommer et par Dødsgardister, der med Dracos hjælp er trængt ind på skolen. De holder sig på afstand, da de har fået ordrer om at lade Draco klare det alene, men Draco virker mindre beslutsom end nogensinde før. Da Severus Snape når op i tårnet, tager han sagen i egen hånd og dræber Dumbledore, den største troldmand i nyere tid. Herefter flygter Snape og Draco fra Hogwarts og spektraltransfererer sig sandsynligvis bort.

## I filmene
I filmene om Harry Potter bliver Draco Malfoy spillet af Tom Felton.

## På andre sprog
- Bulgarsk: Драко Малфой (Drako Malfoy)
- Engelsk: Draco Malfoy
- Fransk: Drago Malefoy
- Hebraisk: דראקו מאלפוי
- Italiensk: Draco Malfoy
- Japansk: Draco Malfoy (ドラコ・マルフォイ, Dorako Marufuŏi)
- Catalansk: Draco Malfoy
- Kinesisk (Folkerepublikken Kina): 德拉科·马尔福
- Kinesisk (Taiwan): 跩哥·馬份
- Koreansk: 드레이코 말포이
- Kroatisk: Draco Malfoy (ofte kun Malfoy)
- Latin: Draco Malfoy (Draconis Malfonis)
- Lettisk: Drako Malfojs
- Litauisk: Drakas Smirdžius
- Nederlandsk: Draco Malfidus
- Norsk: Draco Malfang
- Nygræsk: Ντράκο Μαλφόι
- Oldgræsk: Μάλακος (= "blød")
- Polsk: Draco Malfoy
- Portugisisk: Draco Malfoy
- Rumænsk: Draco Reacredinţă
- Russisk: Драко Малфой (Drako Malfoy)
- Serbisk: Драко Мелфој (Drako Melfoj)
- Slovakisk: Draco Malfoy
- Spansk: Draco Malfoy (udtalt Drah-coh Malfoy)
- Svensk: Draco Malfoy
- Tjekkisk: Draco Malfoy
- Tysk: Draco Malfoy
- Walisisk: Dreigo Mallwyd